# Onerbäänke
Onerbäänke (im Plural Onerbäänkin, die dt. Entsprechung wäre Unterirdische) ist die Bezeichnung für eine Sagengestalt der nordfriesischen Insel Amrum. Entsprechende Überlieferungen finden sich auch auf den Nachbarinseln. So findet sich die mythologische Figur als Oterbaanke (pl. Oterbaankin) auch auf der Insel Föhr, als Önereersk (pl. Önereersken) auf der Insel Sylt und als Enerbanske auf Helgoland.
Die Onerbäänkin (Oterbaankin, Önereersken) sind mit den vielen Grabhügeln der Geestkerninseln Amrum, Föhr und Sylt verknüpft, wo sie der Überlieferung nach als Unterirdische leben sollen. Zum Teil wird ihre Heimat auch am Kliff oder im Wattenmeer verortet. Ihr Aussehen ist gnomen- bzw. zwergenhaft, sie sind auf die Dunkelheit angewiesen, befinden sich oft in Fehde mit den Menschen und haben eine Präferenz für metallische Objekte. In ihrem Aussehen (rote Jacke, Zipfelmütze) erinnern sie zum Teil an die ebenfalls auf den Inseln verbreitere Sagenfigur des freundlich gesinnten Nis Puk. Mit den nordfriesischen Unterirdischen sind eine Reihe von Volkssagen auf den Inseln verbunden. Auf Amrum ist beispielsweise der südlich von Norddorf belegende Grabhügel Föögashuug mit der Sage eines reichen Onerbäänke verknüpft.